# Corynoptera subparvula
Corynoptera subparvula är en tvåvingeart som beskrevs av Risto Kalevi Tuomikoski 1960. Corynoptera subparvula ingår i släktet Corynoptera, och familjen sorgmyggor. Arten är reproducerande i Sverige.